# Temozón
Temozón är en ort i Mexiko.   Den ligger i kommunen Temozón och delstaten Yucatán, i den östra delen av landet, 1 200 km öster om huvudstaden Mexico City. Temozon ligger 23 meter över havet och antalet invånare är 5 441.
Terrängen runt Temozon är mycket platt. Runt Temozon är det ganska tätbefolkat, med 75 invånare per kvadratkilometer. Närmaste större samhälle är Valladolid, 12,9 km söder om Temozon. I omgivningarna runt Temozon växer i huvudsak lövfällande lövskog.